# Liste der Schriften von Wolfgang Koeppen
Die Liste der Schriften von Wolfgang Koeppen ist ein Verzeichnis nach dem Inhalt von Gesammelte Werke in sechs Bänden, herausgegeben von Marcel Reich-Ranicki in Zusammenarbeit mit Dagmar von Briel und Hans-Ulrich Treichel (1986).

## Band 1: Romane I
- Eine unglückliche Liebe (1934), S. 7
- Die Mauer schwankt / Die Pflicht (1935/1939), S. 159
  - Vorspruch (1983), S. 161–167
- Nachweis der Erstveröffentlichungen S. 421

## Band 2: Romane II
- Tauben im Gras (1951), S. 11
- Das Treibhaus (1953), S. 221
- Der Tod in Rom (1954), S. 391
- Nachweis der Erstveröffentlichungen S. 581

## Band 3: Erzählende Prosa
- Jugend (1972/1976), S. 7
- Ein Heizer wird toll (1928), S. 101
- Joans tausend Gesichter (1933), S. 105
- Krise (1933), S. 111
- Holstentor (1933), S. 117
- Die Verlobung (1941), S. 125
- Am frühen Morgen (1941), S. 131
- Fische, die nach Luft schnappen (1948), S. 139
- Das klassische Italien (1949), S. 145
- Schön gekämmte, frisierte Gedanken (1956), S. 157
- Ein Kaffeehaus (1965), S. 165
- An mich selbst (1960), S. 169
- Der Sarkophag der Phädra (1968; entstanden: 1950), S. 173
- Melancholia (1968), S. 189
- Anarchie (1969), S. 209
- Fische, die nach Luft schnappen / Trümmer oder wohin wandern wir aus (1948/1972), S. 217
- Zum ersten Mal in Rotterdam (1972), S. 225
- Angst (1974), S. 233
- New York (1976), S. 247
- Morgenrot (1976), S. 253
- Wer bereitet den Raben die Speise (1978), S. 269
- Ein Anfang ein Ende (1978), S. 277
- Unsern Ausgang segne, Gott, unsern Eingang gleichermaßen (1979), S. 297
- Taugte Frieda wirklich nichts? (1982), S. 303
- J. Pierpont Morgan, mein Name und die kleinen Mädchen (1984), S. 311
- Nachweis der Erstveröffentlichungen S. 317

## Band 4: Berichte und Skizzen I
- Nach Rußland und anderswohin (1958), S. 7
  - Der Reinfelder Mond S. 9
  - Ein Fetzen von der Stierhaut (1956), S. 11
  - Im Spiegel der Grachten S. 11
  - Herr Polevoi und sein Gast S. 102
  - Zauberwald der roten Autobusse (1958), S. 206
  - Neuer römischer Cicerone (1957), S. 234
  - Landung in Eden S. 274
- Amerikafahrt (1959), S. 277
- Reisen nach Frankreich (1961), S. 467
- Nachweis der Erstveröffentlichungen S. 659

## Band 5: Berichte und Skizzen II

### Aus frühen Jahren (1926–1933)
- Schund (1926), S. 11
- Kartoffelbuddler in Pommern (1928), S. 13
- Richard Eichberg zörgiebelt (1930), S. 16
- Ein Salto will gelernt sein. Die Universität der Varietésterne (1932), S. 18
- Berlin – zwei Schritte abseits. Sehnsucht nach Kinoromantik führt eine Jugend zusammen (1932), S. 21
- Sensation vor den Toren Berlins (1932), S. 25
- Lesewut in Berlin? Ein Kind der Krise und eine rettende Idee (1932), S. 28
- Sechzig Tauben ohne Engagement. Zirkus auf dem Wittenbergplatz (1932), S. 34
- Ein Leuchtturm und tausend Lampen. Die Greifswalder Oie, eine Filminsel in der Ostsee (1932), S. 36
- Faradayweg, Nr. 4. Villa, Fabrik oder Kloster (1932), S. 41
- Ein U-Boot in Neubabelsberg. Der Zug fahrt ab und steht (1932), S. 46
- Ein Bob im Rennen (1932), S. 49
- Dionysos. Gefangen unter der Friedrichstraße in tausend Fässern (1932), S. 51
- Gift und Drogen unter Glas. Die Zahnbürste Livingstones und die Apotheke des Chinesen (1932), S. 54
- Das Pferd (1933), S. 57
- Am Dschungel vorbei (1933), S. 60
- Die erste Lülu (1933), S. 62
- Der Park von Veitshöchheim (1933), S. 64
- Berlin schickt Götter in die Welt (1933), S. 66
- Das Saargebiet, vom Zug gesehen (1933), S. 69
- Paris in diesem Frühjahr (1933), S. 72
- Die Lust, in Berlin früh aufzustehen (1933), S. 79
- O Alt-Berliner Herrlichkeit. In alten Gassen alte Droschken (1933), S. 81
- Die Jugend und die schönen Künste (1933), S. 84
- Masuren, August 1914. Die Zerstörung der Stadt Orteisburg, die Russenflucht und der Sieg von Tannenberg (1933), S. 88
- Neuenkirchen (1933), S. 88
- Die Furchtbarste. Beim Anblick der Sibyllen des Michelangelo (1933), S. 98
- Milieu: Rokoko (1933), S. 100
- Frühstück am Lehniner Platz (1933), S. 102
- Habent sua fata. Berliner Autos und ihre Schicksale (1933), S. 105
- Reportage über einen Film. Und Gründgens sagt: Die Seele… erst die Seele (1933), S. 108

### Ungewisse Begegnungen
- München oder Die bürgerlichen Saturnalien (1959), S. 117
- Die Erben von Salamis oder Die ernsten Griechen (1962), S. 132
- Stern zwischen Kriegen (1963), S. 154
- Eines Buchhändlers Kunde (1963), S. 160
- Antwort auf eine Umfrage: Hat der Mann ausgespielt? (1965), S. 164
- Proportionen der Melancholie (1971), S. 166
- Gelöbnis (1972), S. 181
- Ungewisse Begegnungen. Günter Eich zum Gedächtnis (1973), S. 182
- Eine preußische Prinzessin in Bayreuth (1975), S. 186
- Ein Ort, aufs innigste sich hinzuwünschen (1977), S. 197
- Der Stumme in Zürich und Frankfurt (1980), S. 202
- Der Landvogt vom Greifensee (1981), S. 209
- Walhall und die Eremitage der Markgräfin. Umwege zu Wagner (1983), S. 212
- Satt von Athen (1980), S. 224
- Dogenpalast (1980), S. 225

### In eigener Sache
- Sein Geschöpf. Antwort auf eine Umfrage: Wie stehen Sie zu Gott? (1951), S. 229
- Die elenden Skribenten (1952), S. 231
- Ich lebe vom Schreiben (1954), S. 236
- Wie ich dazu kam. Zur Entstehung des Romans „Tod in Rom“ (1954), S. 242
- Wahn (1960), S. 244
- Antwort auf eine Umfrage: Der Roman, der nichts erzählt (1960), S. 249
- Umwege zum Ziel. Eine autobiographische Skizze (1961), S. 250
- Rede zur Verleihung des Georg-Büchner-Preises 1962 (1962), S. 253
- Antwort auf eine Umfrage: Der Autor und sein Material. Zu Gottfried Benn: Kalt halten (1962), S. 262
- Unlauterer Geschäftsbericht (1965), S. 265
- An Ariel und den Tod denken. Warum ich reise (1968), S. 279
- Vom Tisch (1972), S. 283
- Nach der Heimat gefragt (1972), S. 302
- Antwort auf eine Umfrage: Woran arbeiten Sie gerade? (1973), S. 304
- Als Stadtschreiber in Bergen
  - Aufstieg eines Städtchens (1974), S. 305
  - Bergen-Enkheim September 75 (1978), S. 307
  - Nach neun Jahren (1983), S. 307
- Eine schöne Zeit der Not (1974), S. 310
- Der geborene Leser, für den ich mich halte (1975), S. 322
- In den alten Zeiten, wo das Wünschen noch geholfen hat (1978), S. 330
- Als ich in Würzburg am Theater war (1978), S. 332
- Märchendank (1979), S. 344
- Er schreibt über mich, also bin ich (1980), S. 349
- Nur eine halbe Wahrheit. Erinnerungen an Aladin und eine ohnmächtige Wunderlampe (1980), S. 352
- Die Vollendung eines Schicksals. Dankrede für die Verleihung des Kulturellen Ehrenpreises 1982 der Stadt München (1982), S. 357
- Nachweis der Erstveröffentlichungen S. 363

## Band 6: Essays und Rezensionen

### Aus frühen Jahren (1932–1933)
- Der mehr schwache als starke Mensch. Ein Versuch über Hans Henny Jahnn und seinen Roman „Perrudja“ (1932), S. 13
- Roman um Reden. Zum zweiten Band von Musils „Mann ohne Eigenschaften“ (1933), S. 19
- Meditationen über die Liebe. Jose Ortega y Gasset contra Stendhal (1933), S. 23
- Moeller van den Bruck. Von der „Italienischen Schönheit“ über den „Preußischen Stil“ zum „Dritten Reich“ (1933), S. 26
- Roman und Unterhaltung (1933), S. 34
- Alte und neue Novellen (1933), S. 40
- Stefan George (1933), S. 43
- Vom Beruf des Schriftstellers (1933), S. 46
- Joseph Conrad (1933), S. 50
- Der Joseph-Roman von Thomas Mann (1933), S. 52
- Marie Luise Kaschnitz (1933), S. 55
- Von Myrons Kuh und des Gelehrten Affen (1933), S. 57

### Porträts der Meister
- Grimmelshausen oder Gemein mit jedermanns Angst (1976), S. 63
- Kleist oder Der mißverstandene Prinz von Homburg (1977), S. 71
- Chamisso und Peter Schlemihl (1973), S. 77
- Rumohr und der Geist der Kochkunst (1966), S. 87
- Shelley, das brennende Herz (1958), S. 94
- Heine, ein Bekenntnis (1972), S. 106
- Balzac, der gewaltige Verschwender (1961), S. 108
- Flaubert
  - Eine Neugeburt (1963), S. 118
  - November (1980), S. 123
- Zola und die Moderne (1974), S. 128
- Lautreamont, der Großvater des Surrealismus (1954), S. 140
- Max Liebermann, der märkische Jude (1961), S. 145
- Oscar Wilde und sein Bildnis (1976), S. 167
- Marcel Proust und die Summe der Sensibilität (1957), S. 175
- Gertrude Stein und die dritte oder die vierte Rose (1961), S. 181
- Karl Kraus und die Fackel (1974), S. 187
- Thomas Mann
  - Die Beschwörung der schweren Stunde (1975), S. 193
  - Die Beschwörung der Liebe (1980), S. 196
- Robert Musil oder Ein erschreckendes Gebirge (1980), S. 204
- Ein glücklicher Mann / Jack London und seine heile Welt (1976/1981), S. 207
- Hermann Hesse und die Mission (1977), S. 212
- Robert Walser
  - Poetenleben (1978), S. 222
  - Des Dichters Traum vom Ende der Welt (1980), S. 229
- Alfred Döblin oder Die lange Flucht (1978), S. 231
- Franz Kafka oder Ein Denken, eine Angst, ein Herzschlag . (1974), S. 240
- T. E. Lawrence und Henry Miller oder Der kleine und der große Aufstand (1955), S. 243
- Henry Miller, der Koloß (1956), S. 250
- Eisenstein und Babel (1974), S. 253
- Deutsche Expressionisten oder Der ungehorsame Mensch (1976), S. 263
- William Faulkner oder Die Geburt der Tragödie aus den Sümpfen des Mississippi (1956), S. 274
- Ernest Hemingway
  - Der Stier und der Tod (1957), S. 279
  - Wahrheit und Legende (1958), S. 282
  - Wie David vor Saul (1961), S. 285

### Über Zeitgenossen und Weggefährten
- Und keiner weint mir nach. Zu zwei Kindheitsgeschichten (1954), S. 291
- Kein Leben war glücklich. Zu Cesare Paveses „Junger Mond“ (1954), S. 295
- Malcolm Lowry. Ein Schriftstellerporträt (1955), S. 298
- Ein Aufschrei gegen Gewalt. E. E. Cummings’ Roman „Der endlose Raum“ (1955), S. 305
- Wenn Dichter reisen (1956), S. 308
- Die Nackten sind tot. Zu dem Roman „Der Hirschpark“ von Norman Mailer (1956), S. 312
- Auch die Kindheit war kein Paradies. Zu Marie Luise Kaschnitz’ „Das Haus der Kindheit“ (1957), S. 315
- Friedo Lampe und Felix Hartlaub (1957), S. 318
- Auf der Suche nach dem verlorenen Roman (1959), S. 324
- Der Zivilist auf der Flucht. Hans Sahls „Die Wenigen und die Vielen“ (1960), S. 331
- Kaum gelesen, gepriesen und verdammt. Zu Djuna Barnes’„Nachtgewächs“ (1960), S. 335
- Ein schlesisches Heimatbuch – aber anders. „Ein Herr aus Bolatitz“ von August Scholtis (1960), S. 339
- Gespenster, Tod und Teufel. Celine: Wilde Klagen – Schwarz-Bart: Roman der Versöhnung (1960), S. 343
- Erich Franzen
  - Gedenkwort (1962), S. 349
  - Ein Anwalt der Aufklärung (1964), S. 352
  - Sein Leben – lauter Wunder. Max Tau und das Land, das er verlassen mußte (1962), S. 355
- Geburtstagsgrüße an einen Verleger
  - Zum 70. Geburtstag von Henry Goverts (1962), S. 358
  - Mein Goverts. Geburtstagserinnerungen zum 85. (1977), S. 360
- Was ist neu am Neuen Roman? (1963), S. 363
- Hitler, der bleibt uns (1966), S. 364
- Nachruf auf Wolfgang von Einsiedel (1968), S. 373
- Nachrede zu Carl Werners Gedichten (1971), S. 376
- Sprechen über das Leiden an der Welt. Zum Tod von Arnold Metzger (1974), S. 378
- Alfred Andersch
  - Geschichten aus unserer Zeit (1959), S. 381
  - Die Leute von Winterspelt (1974), S. 382
  - Mein Freund Alfred Andersch (1983), S. 391
- Hermann Kesten
  - „Sohn des Glücks“ (1956), S. 397
  - Im Kampf für ein bürgerliches Vorurteil (1975), S. 399
  - Hermann Kesten, der Freund (1975), S. 404
- Der Moralist glaubt an den Teufel [zum 60. Geburtstag von Peter Weiss] (1976), S. 410
- Oknos (1977), S. 414
- Geburtstagsgruß an Walter Höllerer (1982), S. 416
- Geburtstagsgruß an Walter Jens (1983), S. 417
- Gedanken und Gedenken. Über Arno Schmidt (1984), S. 418
- Ein Bruder der Massen war er nicht. Über Uwe Johnson (1984), S. 426

### Zu Gedichten
- Verschneiter Weg – 1467 (1977), S. 433
- Christian Hofmann von Hofmanswaldau: Auf den Mund (1981), S. 435
- Johann Wolfgang von Goethe: Froh empfind ich mich (1982), S. 438
- Friedrich Schiller: Dithyrambe (1976), S. 441
- Karoline von Günderode: Der Luftschiffer (1980), S. 444
- Friedrich Rückert: Amaryllis (1975), S. 447
- Annette von Droste-Hülshoff: Die Steppe (1978), S. 450
- Rainer Maria Rilke: Gebet für die Irren und Sträflinge (1977), S. 453
- Wilhelm Lehmann: Amnestie (1974), S. 456
- Alfred Lichtenstein: Montag auf dem Kasernenhof (1975), S. 458
- Johannes R. Becher: Brecht und der Tod (1983), S. 461

### Miszellen
- Noch immer wohnen Götter in Rom. Zu drei Büchern über die Ewige Stadt (1956), S. 467
- Die Ehe von Madeleine und Andre Gide (1957), S. 470
- Antwort auf eine Umfrage zum Weißbuch des Bundesministeriums des Innern von 1960 (1960), S. 475
- Mut und Schwermut des jüdischen Witzes (1960), S. 477
- Mecklenburger Protokolle. Über Hans Axel Holms „Bericht aus einer Stadt in der DDR“ (1970), S. 480
- Die gute alte Zeit oder Die bürgerliche Ahnengalerie (1970), S. 484
- Das Gesicht ohne Visier. Hanfstaengls Bilder hervorragender Menschen (1974), S. 489
- Die große Verteidigung der Hexe. Roman und wissenschaftliches Dokument zugleich: „La Sortiere“ von Jules Michelet (1975), S. 492
- Pompeji, die bezaubernde Katastrophe. Robert Etiennes Darstellung (1975), S. 496
- An Wände und Zäune geklebt. John Heartfields Fotomontagen (1976), S. 500
- Die Familie, ernst betrachtet. Ein erbauliches, erschreckendes Bilderbuch (1976), S. 503
- Friedlich und freundlich. Buchheims Paris-Fotos (1976), S. 506
- Die Augen hinter der Lupe. Gisele Freund und James Joyce S. 509
- Editorische Notiz S. 511
- Nachweis der Erstveröffentlichungen S. 515

## Chronologie
Alphabetische Auflistung innerhalb der Jahre. Die Textgattung kann durch die Bandzugehörigkeit ermittelt werden.

### 1920er – 1940er Jahre
- Schund (1926)
- Ein Heizer wird toll (1928)
- Kartoffelbuddler in Pommern (1928)
- Richard Eichberg zörgiebelt (1930)
- Berlin – zwei Schritte abseits. Sehnsucht nach Kinoromantik führt eine Jugend zusammen (1932)
- Der mehr schwache als starke Mensch. Ein Versuch über Hans Henny Jahnn und seinen Roman „Perrudja“ (1932)
- Dionysos. Gefangen unter der Friedrichstraße in tausend Fässern (1932)
- Ein Bob im Rennen (1932)
- Ein Leuchtturm und tausend Lampen. Die Greifswalder Oie, eine Filminsel in der Ostsee (1932)
- Ein Salto will gelernt sein. Die Universität der Varietésterne (1932)
- Ein U-Boot in Neubabelsberg. Der Zug fahrt ab und steht (1932)
- Faradayweg, Nr. 4. Villa, Fabrik oder Kloster (1932)
- Gift und Drogen unter Glas. Die Zahnbürste Livingstones und die Apotheke des Chinesen (1932)
- Lesewut in Berlin? Ein Kind der Krise und eine rettende Idee (1932)
- Sechzig Tauben ohne Engagement. Zirkus auf dem Wittenbergplatz (1932)
- Sensation vor den Toren Berlins (1932)
- Alte und neue Novellen (1933)
- Am Dschungel vorbei (1933)
- Berlin schickt Götter in die Welt (1933)
- Das Pferd (1933)
- Das Saargebiet, vom Zug gesehen (1933)
- Der Joseph-Roman von Thomas Mann (1933)
- Der Park von Veitshöchheim (1933)
- Die erste Lülu (1933)
- Die Furchtbarste. Beim Anblick der Sibyllen des Michelangelo (1933)
- Die Jugend und die schönen Künste (1933)
- Die Lust, in Berlin früh aufzustehen (1933)
- Frühstück am Lehniner Platz (1933)
- Habent sua fata. Berliner Autos und ihre Schicksale (1933)
- Holstentor (1933)
- Joans tausend Gesichter (1933)
- Joseph Conrad (1933)
- Krise (1933)
- Marie Luise Kaschnitz (1933)
- Masuren, August 1914. Die Zerstörung der Stadt Orteisburg, die Russenflucht und der Sieg von Tannenberg (1933)
- Meditationen über die Liebe. Jose Ortega y Gasset contra Stendhal (1933)
- Milieu: Rokoko (1933)
- Moeller van den Bruck. Von der „Italienischen Schönheit“ über den „Preußischen Stil“ zum „Dritten Reich“ (1933)
- Neuenkirchen (1933)
- O Alt-Berliner Herrlichkeit. In alten Gassen alte Droschken (1933)
- Paris in diesem Frühjahr (1933)
- Reportage über einen Film. Und Gründgens sagt: Die Seele… erst die Seele (1933)
- Roman um Reden. Zum zweiten Band von Musils „Mann ohne Eigenschaften“ (1933)
- Roman und Unterhaltung (1933)
- Stefan George (1933)
- Vom Beruf des Schriftstellers (1933)
- Von Myrons Kuh und des Gelehrten Affen (1933)
- Eine unglückliche Liebe (1934)
- Die Mauer schwankt / Die Pflicht (1935)
- Am frühen Morgen (1941)
- Die Verlobung (1941)
- [als Herausgeber] Jakob Littner: „Aufzeichnungen aus einem Erdloch“ (1948)
- Fische, die nach Luft schnappen (1948)
- Fische, die nach Luft schnappen / Trümmer oder wohin wandern wir aus (1948)
- Das klassische Italien (1949)

### 1950er Jahre
- Der Sarkophag der Phädra (1950)
- Sein Geschöpf. Antwort auf eine Umfrage: Wie stehen Sie zu Gott? (1951)
- Tauben im Gras (1951)
- Die elenden Skribenten (1952)
- Das Treibhaus (1953)
- Der Tod in Rom (1954)
- Ich lebe vom Schreiben (1954)
- Kein Leben war glücklich. Zu Cesare Paveses „Junger Mond“ (1954)
- Lautreamont, der Großvater des Surrealismus (1954)
- Und keiner weint mir nach. Zu zwei Kindheitsgeschichten (1954)
- Wie ich dazu kam. Zur Entstehung des Romans „Tod in Rom“ (1954)
- Ein Aufschrei gegen Gewalt. E. E. Cummings’ Roman „Der endlose Raum“ (1955)
- Malcolm Lowry. Ein Schriftstellerporträt (1955)
- T. E. Lawrence und Henry Miller oder Der kleine und der große Aufstand (1955)
- „Sohn des Glücks“ (1956)
- Die Nackten sind tot. Zu dem Roman „Der Hirschpark“ von Norman Mailer (1956)
- Ein Fetzen von der Stierhaut (1956)
- Henry Miller, der Koloß (1956)
- Noch immer wohnen Götter in Rom. Zu drei Büchern über die Ewige Stadt (1956)
- Schön gekämmte, frisierte Gedanken (1956)
- Wenn Dichter reisen (1956)
- William Faulkner oder Die Geburt der Tragödie aus den Sümpfen des Mississippi (1956)
- Auch die Kindheit war kein Paradies. Zu Marie Luise Kaschnitz’ „Das Haus der Kindheit“ (1957)
- Der Stier und der Tod (1957)
- Die Ehe von Madeleine und Andre Gide (1957)
- Friedo Lampe und Felix Hartlaub (1957)
- Marcel Proust und die Summe der Sensibilität (1957)
- Neuer römischer Cicerone (1957)
- Nach Rußland und anderswohin (1958)
- Shelley, das brennende Herz (1958)
- Wahrheit und Legende (1958)
- Zauberwald der roten Autobusse (1958)
- Amerikafahrt (1959)
- Auf der Suche nach dem verlorenen Roman (1959)
- Geschichten aus unserer Zeit (1959)
- München oder Die bürgerlichen Saturnalien (1959)

### 1960er Jahre
- An mich selbst (1960)
- Antwort auf eine Umfrage zum Weißbuch des Bundesministeriums des Innern von 1960 (1960)
- Antwort auf eine Umfrage: Der Roman, der nichts erzählt (1960)
- Der Zivilist auf der Flucht. Hans Sahls „Die Wenigen und die Vielen“ (1960)
- Ein schlesisches Heimatbuch – aber anders. „Ein Herr aus Bolatitz“ von August Scholtis (1960)
- Gespenster, Tod und Teufel. Celine: Wilde Klagen – Schwarz-Bart: Roman der Versöhnung (1960)
- Kaum gelesen, gepriesen und verdammt. Zu Djuna Barnes’„Nachtgewächs“ (1960)
- Mut und Schwermut des jüdischen Witzes (1960)
- Wahn (1960)
- Balzac, der gewaltige Verschwender (1961)
- Gertrude Stein und die dritte oder die vierte Rose (1961)
- Max Liebermann, der märkische Jude (1961)
- Reisen nach Frankreich (1961)
- Umwege zum Ziel. Eine autobiographische Skizze (1961)
- Wie David vor Saul (1961)
- Antwort auf eine Umfrage: Der Autor und sein Material. Zu Gottfried Benn: Kalt halten (1962)
- Die Erben von Salamis oder Die ernsten Griechen . . (1962)
- Gedenkwort (1962)
- Rede zur Verleihung des Georg-Büchner-Preises 1962 (1962)
- Sein Leben – lauter Wunder. Max Tau und das Land, das er verlassen mußte (1962)
- Zum 70. Geburtstag von Henry Goverts (1962)
- Eine Neugeburt (1963)
- Eines Buchhändlers Kunde (1963)
- Stern zwischen Kriegen (1963)
- Was ist neu am Neuen Roman? (1963)
- Ein Anwalt der Aufklärung (1964)
- Antwort auf eine Umfrage: Hat der Mann ausgespielt? (1965)
- Ein Kaffeehaus (1965)
- Unlauterer Geschäftsbericht (1965)
- Hitler, der bleibt uns (1966)
- Rumohr und der Geist der Kochkunst (1966)
- An Ariel und den Tod denken. Warum ich reise (1968)
- Melancholia (1968)
- Nachruf auf Wolfgang von Einsiedel (1968)
- Anarchie (1969)

### 1970er Jahre
- Die gute alte Zeit oder Die bürgerliche Ahnengalerie (1970)
- Mecklenburger Protokolle. Über Hans Axel Holms „Bericht aus einer Stadt in der DDR“ (1970)
- Nachrede zu Carl Werners Gedichten (1971)
- Proportionen der Melancholie (1971)
- [Sammelband] Romanisches Café – Erzählende Prosa (1972)
- Gelöbnis (1972)
- Heine, ein Bekenntnis (1972)
- Jugend (1972)
- Nach der Heimat gefragt (1972)
- Vom Tisch (1972)
- Zum ersten Mal in Rotterdam (1972)
- Antwort auf eine Umfrage: Woran arbeiten Sie gerade? (1973)
- Chamisso und Peter Schlemihl (1973)
- Ungewisse Begegnungen. Günter Eich zum Gedächtnis (1973)
- Angst (1974)
- Aufstieg eines Städtchens (1974)
- Das Gesicht ohne Visier. Hanfstaengls Bilder hervorragender Menschen (1974)
- Die Leute von Winterspelt (1974)
- Eine schöne Zeit der Not (1974)
- Eisenstein und Babel (1974)
- Franz Kafka oder Ein Denken, eine Angst, ein Herzschlag . (1974)
- Karl Kraus und die Fackel (1974)
- Sprechen über das Leiden an der Welt. Zum Tod von Arnold Metzger (1974)
- Wilhelm Lehmann: Amnestie (1974)
- Zola und die Moderne (1974)
- Alfred Lichtenstein: Montag auf dem Kasernenhof (1975)
- Der geborene Leser, für den ich mich halte (1975)
- Die Beschwörung der schweren Stunde (1975)
- Die große Verteidigung der Hexe. Roman und wissenschaftliches Dokument zugleich: „La Sortiere“ von Jules Michelet (1975)
- Eine preußische Prinzessin in Bayreuth (1975)
- Friedrich Rückert: Amaryllis (1975)
- Hermann Kesten, der Freund (1975)
- Im Kampf für ein bürgerliches Vorurteil (1975)
- Pompeji, die bezaubernde Katastrophe. Robert Etiennes Darstellung (1975)
- An Wände und Zäune geklebt. John Heartfields Fotomontagen (1976)
- Der Moralist glaubt an den Teufel [zum 60. Geburtstag von Peter Weiss] (1976)
- Deutsche Expressionisten oder Der ungehorsame Mensch (1976)
- Die Familie, ernst betrachtet. Ein erbauliches, erschreckendes Bilderbuch (1976)
- Ein glücklicher Mann / Jack London und seine heile Welt (1976)
- Friedlich und freundlich. Buchheims Paris-Fotos (1976)
- Friedrich Schiller: Dithyrambe (1976)
- Grimmelshausen oder Gemein mit jedermanns Angst (1976)
- Morgenrot (1976)
- New York (1976)
- Oscar Wilde und sein Bildnis (1976)
- Ein Ort, aufs innigste sich hinzuwünschen (1977)
- Hermann Hesse und die Mission (1977)
- Kleist oder Der mißverstandene Prinz von Homburg (1977)
- Mein Goverts. Geburtstagserinnerungen zum 85. (1977)
- Oknos (1977)
- Rainer Maria Rilke: Gebet für die Irren und Sträflinge (1977)
- Verschneiter Weg – 1467 (1977)
- Alfred Döblin oder Die lange Flucht (1978)
- Als ich in Würzburg am Theater war (1978)
- Annette von Droste-Hülshoff: Die Steppe (1978)
- Bergen-Enkheim September 75 (1978)
- Ein Anfang ein Ende (1978)
- In den alten Zeiten, wo das Wünschen noch geholfen hat (1978)
- Poetenleben (1978)
- Wer bereitet den Raben die Speise (1978)
- Märchendank (1979)
- Unsern Ausgang segne, Gott, unsern Eingang gleichermaßen (1979)

### 1980er Jahre und später
- Der Stumme in Zürich und Frankfurt (1980)
- Des Dichters Traum vom Ende der Welt (1980)
- Die Beschwörung der Liebe (1980)
- Dogenpalast (1980)
- Er schreibt über mich, also bin ich (1980)
- Karoline von Günderode: Der Luftschiffer (1980)
- November (1980)
- Nur eine halbe Wahrheit. Erinnerungen an Aladin und eine ohnmächtige Wunderlampe (1980)
- Robert Musil oder Ein erschreckendes Gebirge (1980)
- Satt von Athen (1980)
- [Sammelband] Die elenden Skribenten – Aufsätze. Herausgegeben von Marcel Reich-Ranicki (1981)
- Christian Hofmann von Hofmanswaldau: Auf den Mund (1981)
- Der Landvogt vom Greifensee (1981)
- Die Vollendung eines Schicksals. Dankrede für die Verleihung des Kulturellen Ehrenpreises 1982 der Stadt München (1982)
- Geburtstagsgruß an Walter Höllerer (1982)
- Johann Wolfgang von Goethe: Froh empfind ich mich (1982)
- Taugte Frieda wirklich nichts? (1982)
- Geburtstagsgruß an Walter Jens (1983)
- Johannes R. Becher: Brecht und der Tod (1983)
- Mein Freund Alfred Andersch (1983)
- Nach neun Jahren (1983)
- Vorspruch (1983)
- Walhall und die Eremitage der Markgräfin. Umwege zu Wagner (1983)
- Ein Bruder der Massen war er nicht. Über Uwe Johnson (1984)
- Gedanken und Gedenken. Über Arno Schmidt (1984)
- J. Pierpont Morgan, mein Name und die kleinen Mädchen (1984)
- [Sammelwerk] „Gesammelte Werke in sechs Bänden“, herausgegeben von Marcel Reich-Ranicki in Zusammenarbeit mit Dagmar von Briel und Hans-Ulrich Treichel (1986); Taschenbuchausgabe (1990)
- [Sammelband] „Angst – Erzählende Prosa“ (1987)
- [Sammelband] „Morgenrot – Anfänge eines Romans“ (1987)
- „Ich bin gern in Venedig warum“ (1994)
- [Sammelband] „Einer der schreibt“ – Gespräche und Interviews, herausgegeben von Hans-Ulrich Treichel (1995)
- [Sammelwerk] „Auf dem Phantasieroß – Prosa aus dem Nachlaß“, herausgegeben von Alfred Estermann (2005)
- [Sammelband] „Werke in 16 Bänden“, herausgegebenen von Hans-Ulrich Treichel (2006 begonnen)

## Gespräche und Interviews
Gespräche und Interviews sind nicht Bestandteil von Gesammelte Werke in sechs Bänden, sie werden daher nach der 16-bändigen Werke-Ausgabe, hrsg. von Hans-Ulrich Treichel aufgelistet: Wolfgang Koeppen Werke, Band 16: Gespräche und Interviews, 770 S., Frankfurt am Main: Suhrkamp 2018. Die Jahreszahlen betreffen die Erstveröffentlichung oder -sendung.
- Anne Andresen / Hans Georg Brenner: Von der Lebensdauer des Zeitromans (1952), S. 7
- Wolfgang Koeppen: Es ist wichtig, einander zu kennen (1957), S. 16
- Horst Bienek: Werkstattgespräch (1962), S. 20
- Horst Krüger: Selbstanzeige (1971), S. 32
- Ekkehart Rudolph: Zur Resignation neige ich sehr (1971), S. 46
- Christian Linder: Mein Tag ist mein großer Roman (1972), S. 61
- Christian Linder: Schreiben als Zustand (1972), S. 68
- Angelika Mechtel: Der Schriftsteller arbeitet ohne Netz (1972), S. 91
- Peter Faecke: Gespräch mit dem Schriftsteller Wolfgang Koeppen über seinen Roman „Kaplan in Washington“ (1973), S. 95
- Heinz Ludwig Arnold: Der Weltgeist ist Literat (1975), S. 98
- Jean-Paul Mauranges: Ich habe nichts gegen Babylon (1975), S. 137
- Peter Goedel: Gespräch mit Wolfgang Koeppen im März 1977 (1977), S. 157
- Claus Hebell: Warum nicht in den Rhein? (1980), S. 181
- Jacques Le Rider: Wolfgang Koeppen, Erzähler der deutschen Tragödie (1981), S. 193
- Hans Abich: Die Jahre nach 1945 - Geh- und Denkversuche nach 12 Jahren Diktatur (1981), S. 202
- Monika Estermann / Alfred Estermann: Ich bin ein Mensch ohne Lebensplan (1982), S. 224
- Karl Prümm / Erhard Schütz: Die Situation war schizophren (1983), S. 237
- Günter Jurczyk: Zeit des Steppenwolfs (1983), S. 250
- Hans Langsteiner: Das gute Recht, zu schweigen (1984), S. 261
- Manfred Durzak: Überleben im Dritten Reich (1984), S. 267
- Walter Schmitz: Gespräch mit Wolfgang Koeppen (1984), S. 279
- Josef Weishaupt: „Ich lebe in ziemlicher Vereinsamung“ – Wolfgang Koeppen spricht über die Einsamkeit des Schriftstellers (1984), S. 288
- Günter Kunert: Die Kultur hat versagt (1985), S. 292
- Hans-Joachim Müller: Gespräch mit Wolfgang Koeppen (1985), S. 296
- Heinz Dieter Tschörtner: Fragen an Wolfgang Koeppen (1985), S. 317
- Peter Goedel: Gespräch mit Wolfgang Koeppen am 7. und 8. Oktober 1985 (1985), S. 320
- Josef-Hermann Sauter: Gespräch mit Wolfgang Koeppen (1986), S. 359
- Asta Scheib: Einsam durch die Jahre (1986), S. 377
- Hanne Kulessa: Warum sind Sie so unglücklich, Herr Koeppen? (1987), S. 384
- Wie in einem antiken Drama: Der Stern sprach mit dem Münchener Schriftsteller Wolfgang Koeppen (1987), S. 391
- Andreas Friedemann: Durch die Augen des anderen (1988), S. 395
- Bericht aus Bonn (1988), S. 397
- Jürgen Kolbe / Karl-Heinz Bittel: Untergang droht seit der Schöpfung (1989), S. 403
- Margit Knapp-Cazzola: Die entlegenen Orte der Erinnerung (1989), S. 411
- Volker Wehdeking: Die Last der verlorenen Jahre (1989), S. 418
- Hannes Hintermeier: Der stille Beobachter greift nicht mehr ein. Der Münchner Schriftsteller Wolfgang Koeppen zum Umbruch in der DDR (1989), S. 433
- Wilhelm Schwarz: Protokolle (1990), S. 436
- Andrea Beu: Interview mit Wolfgang Koeppen am 6. Juni 1990 in Greifswald (1990), S. 447
- Mechthild Curtius: Das Buch ist die erste und die letzte Fassung (1991), S. 454
- Andre Müller: Ich riskiere den Wahnsinn (1991), S. 469
- Tanja von Oertzen: Eine genaue Idee vom letzten Satz (1991), S. 478
- Karina Urbach: Ich träume ganze Geschichten (1991), S. 481
- Karl Woisetschläger: Ich kaufte mir eine Pistole (1991), S. 484
- Marcel Marin: Ich will ein Buch schreiben. Das ist alles (1991), S. 497
- Eckart Oehlenschläger: Gespräch mit Wolfgang Koeppen (1992), S. 509
- Gunnar Müller-Waldeck: Mein Zuhause waren die großen Städte (1993), S. 516
- Marcel Reich-Ranicki: Ohne Absicht (1994; Gespräch 1985), S. 524
- Tilman Urbach: Schreiben ist Sterben lernen (1996; Gespräch 1991), S. 642
- Volker Hage: Sie hat meinen Gruß nie erwidert (2006; Gespräch 1991), S. 652
- Gunnar Müller-Waldeck: Greifswald – ein bescheidener und kleinerer Fundort (2006; Gespräch 1990), S. 656
- Anhang:
  - Vorbemerkung S. 675
  - Kommentar S. 676
  - Drucknachweise S. 722
  - Editorische Notiz S. 765